# Gorna Bela Rechka
Gorna Bela Rechka (bulgarisch Горна Бела речка) ist ein kleines Dorf im Nordwesten von Bulgarien, rund 25 Kilometer von der serbischen Grenze entfernt. Es gehört zur Gemeinde Varshets in der Oblast Montana. Über seine Geschichte ist nichts bekannt. Die nordwestlich gelegene Provinzhauptstadt Montana ist 36 km entfernt.

## Geografie

### Geografische Lage
Von Montana gelangt man in Richtung Südosten über die Straßen Nr. 1, 1621 und 162 nach Gorna Bela Rechka. Auf dem Weg bleiben zunächst der Ort Krapchene und dann Trifonovo links liegen. Später werden Sumer und Stoynovo durchquert. Wenn Dolno Ozirovo passiert ist, wird die Strecke bergiger. Nach dem Abzweig vor Varshets kommt zunächst Dolna Bela Rechka und in Folge das von Wald, Feldern und Bergen umgebene Gorna Bela Rechka. Hinter dem Ort führt die Straße Nr. 162 durch den Wald in die Oblast Sofia. Die Hauptstadt Sofia liegt knapp 80 km – Luftlinie: 55 km – südlich von Bela Rechka und ist mit Bus und Zug über den Ort Lakatnik in knapp zwei Stunden zu erreichen.

### Klima
In der Oblast Montana herrscht kontinentales Klima mit heißen, trockenen Sommern und kalten, schneereichen Wintern. Der heißeste Monat ist in der Regel der August mit einer minimalen Temperatur von 22 °C und einer maximalen von 29 °C. Kältester Monat ist der Februar mit 0 °C bis – 6 °C. Der Niederschlag ist im Allgemeinen gering, am niedrigsten im März mit einem Tag und am höchsten im Januar mit 12 Tagen.

## Ökonomie

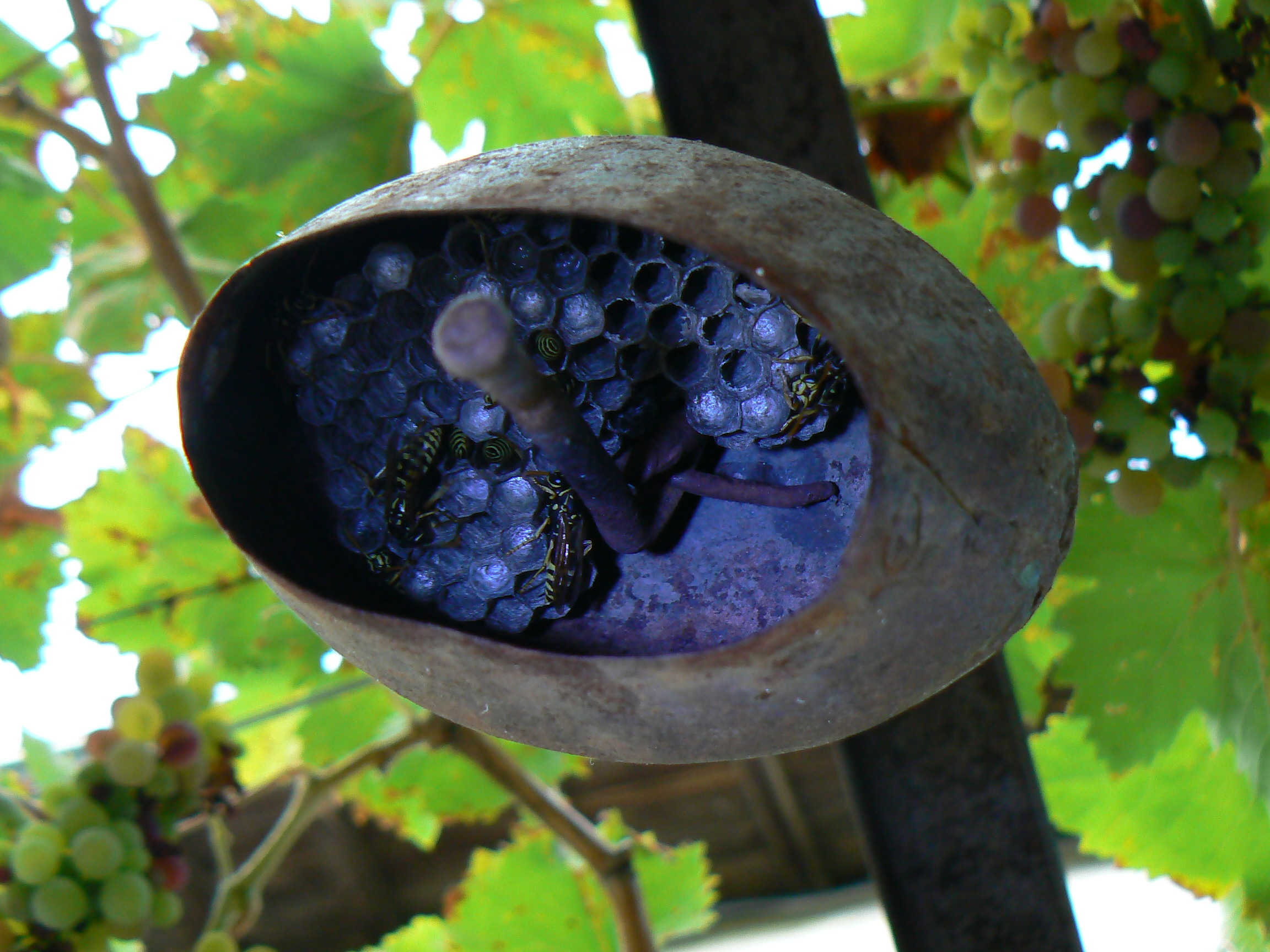
Wespennest in einer Schafsglocke
in Gorna Bela Rechka

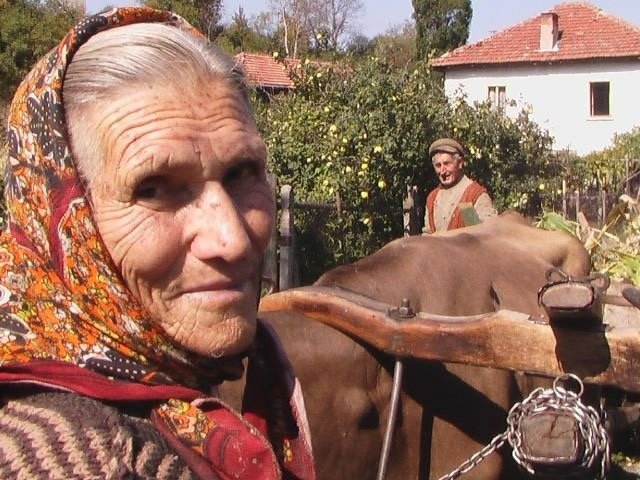
Einwohnerin mit Kuh

Gorna Bela Rechka liegt in einer Region, die als das „ärmste Gebiet in der EU“ gilt. Das Bruttoinlandsprodukt im Nordwesten Bulgariens beträgt nur 28 % des Durchschnitts in Europa. Die ganze Region ist von einer in erster Linie finanziell bedingten „Entvölkerung der ländlichen Gebiete“ betroffen. Allein die Region Montana hat seit der letzten Jahrtausendwende über 50.000 Einwohner verloren. Das hat zu Einsamkeit und einer Überalterung der Bevölkerung geführt. In Bela Rechka wurden 2013 nur noch 61 Bewohner gezählt, alle über 70 Jahre alt. Insbesondere haben viele Frauen ihre Heimat verlassen. Sie haben sich in der Altenpflege in anderen Ländern Europas verdingt, um auf diese Weise ihre daheim gebliebenen Angehörigen unterstützen zu können. Mit den Folgen dieser ökonomischen und sozialen Misere hat sich der Filmemacher Stephan Komandarev 2009 in seinem 70-minütigen Dokumentarfilm The Town of Badante Women am Beispiel der Frauen aus dem nahegelegenen Varshets befasst. Weil es in Bela Rechka gar keine jungen Menschen mehr gibt, hat sich die Situation in dem Dorf verändert. Hier leben die Menschen im Wesentlichen von ihren Ziegen und Schafen. Aus der Ziegenmilch stellen sie traditionelle Lebensmittel her, darunter einen besonderen Ziegenkäse. Die Produkte aus Bela Rechka entsprechen den Kriterien von Slow Food.

## Kultur
2015 schrieb Francesco Martino über den Ort: „Gorna Bela Rechka ist keine Ausnahme von der traurigen Realität dieser Region – arm, desolat und verschlafen.“ Nach dem Zusammenbruch einer „Jahrhunderte alten kulturellen und kulinarischen Tradition“ hatte sich das kulturelle Leben der Bewohner auf Ziegen- und Schafzucht reduziert. Kulturelle Ereignisse, wie sie andernorts bekannt sind, gab es hier ebenso wenig wie eine Schule oder eine Kirche. Ab 2003 änderte sich das und seitdem gibt es jedes Jahr im Mai mit dem internationalen Goatmilk-Festival, zu Deutsch Ziegenmilch-Festival, ein lebendiges kulturelles Leben, an dem die Einheimischen und anreisende Gäste beteiligt sind. Deswegen hält Ger Duijzings den Ort nicht für ein typisches Beispiel der Region:

“Yet Bela Rechka is perhaps not a typical case. It can be singled out because of its residents' heightened awareness of the Urban-rural distinction and their conscious attempts at self-positioning within or across it, which triggered by two factors: past rural-urban migration and the present opening up of the village to the world via the annual Goatmilk Memories Festival.”

„Doch Bela Rechka ist vielleicht nicht ein typischer Fall. Den Bewohnern ist der Stadt-Land-Unterschied sehr gegenwärtig und sie versuchen bewusst, sich dagegen zu stellen. Das wird durch zwei Faktoren bewirkt: die Landflucht in der Vergangenheit und die gegenwärtige Öffnung des Dorfes mit dem Goatmilk-Festival der Erinnerungen.“

Im Jahr 2019 veröffentlichte die Regisseurin Susanna Schürmann auf Arte ihren Dokumentarfilm Das Rote Erbe – Künstler und die sozialistische Vergangenheit. In ihrem Film berichtet sie über den Fotografen Nikola Mihov, der seit vielen Jahren Monumentalskulpturen in Bulgarien fotografiert, und über eine Gruppe junger Künstler, die unter dem Namen Destructive Creation diese, dem ehemaligen Regime dienenden Skulpturen illegal künstlerisch umwidmet. Daneben kommt die bulgarische Journalistin Diana Ivanova mit ihrem Projekt des Goatmilk-Festivals zu Wort, über das ebenfalls ausführlich berichtet wird.

### Goatmilk-Festival

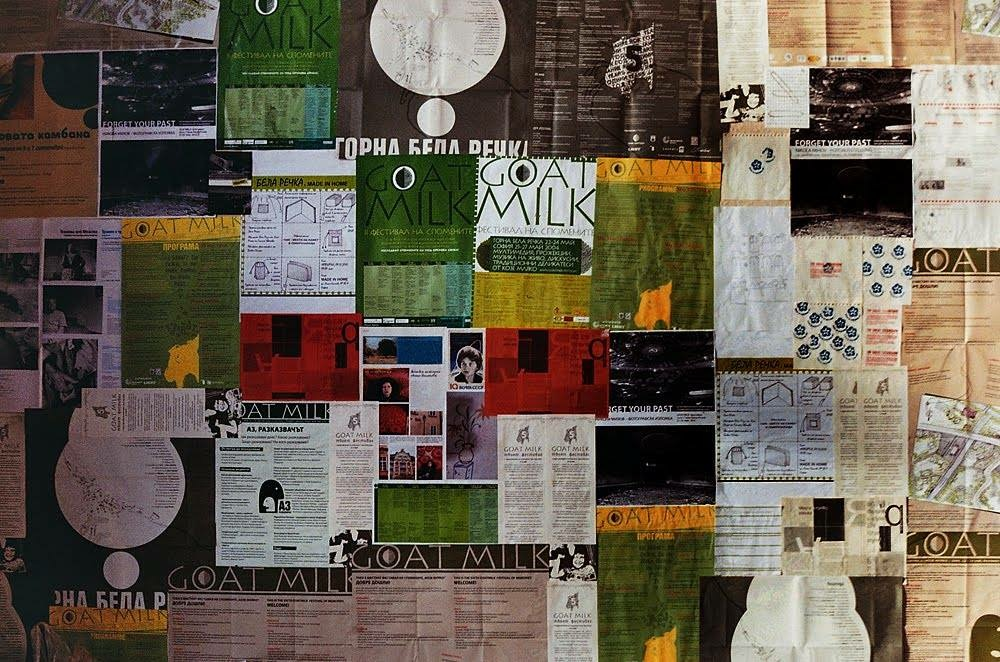
Plakate vom Goatmilk-Festival (2015)

Das Goatmilk-Festival ist auf Initiative von Diana Ivanova entstanden. Sie kuratiert es zusammen mit Mariana Assenova. Inzwischen hat sich daraus ein internationales Kulturfestival entwickelt, das sich einiger Beliebtheit erfreut. Es gibt eine Video-Dokumentation von Rayna Teneva. Seit 2003 findet es im Mai eines jeden Jahres statt und ist stets einem ausgewählten Thema gewidmet. Das Festival 2016 stand unter dem Motto „Fear, let's talk about that“ – Lasst uns über Angst sprechen.

### Die Glocke
Im Jahr 2008 stand das Goatmilk-Festival unter dem Zeichen der Wiederbeschaffung einer Kirchenglocke. Obwohl es keine Kirche gab, hatte Bela Rechka einen Glockenturm mit einer Glocke. Die war den Einheimischen wichtig, weil ihr Läuten auch das soziale Leben strukturierte. In den neunziger Jahren des vorigen Jahrhunderts wurde sie gestohlen. Künstler aus aller Welt wollten Bela Rechka zu einer neuen Glocke verhelfen. Mit Hilfe des europäischen Programms Kultur 2000 und zahlreicher Sponsoren bekam Bela Rechka schließlich eine neue Glocke. Die Video-Dokumentation des Goethe-Instituts zeugt davon.

## Anmerkung
1. ↑  
Zur Geschichte der Region siehe den Abschnitt „Geschichte“ im Artikel „Montana (Bulgarien)“.